# 속편

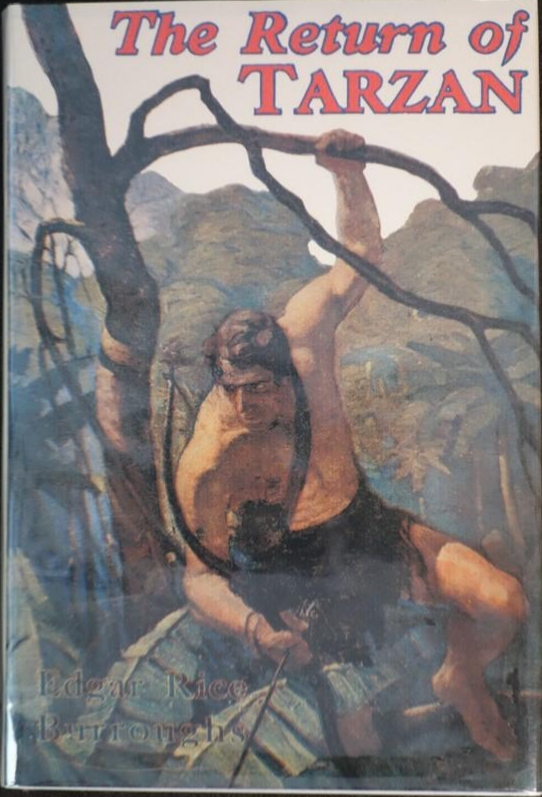

속편(續篇) 또는 후속작(後續作)은 영화, 텔레비전 시리즈, 비디오 게임, 소설 등 뒷 이야기를 말한다. 반드시 제작되지는 않으나, 인기있는 작품의 경우 제작되기도 한다. 시퀄(sequel)이라고도 한다.

## 같이 보기
- 총서 (책)
- 클리프행어
- 크로스오버 작품
- 프리퀄
- 리부트 (작품)
- 리메이크
- 공유 세계관
- 스핀오프
- 정신적 후속작
- 삼부작